# SMS Velebit
Le SMS Dinara était un destroyer de classe Huszár construit par l'Autriche-Hongrie à partir de 1908.